# Risveglio/La gabbia
I due pezzi strumentali Risveglio e La gabbia vennero pubblicati dai Pooh in un 45 giri del 1977.

## Il disco
Il disco rappresentò la prima di due collaborazioni dei Pooh per musica da film (prima di Fantastic Fly/Odissey). I pezzi erano destinati alla colonna sonora dello sceneggiato-telefilm La gabbia di Carlo Tuzii (con Miguel Bosé). La collaborazione con Tuzii risaliva a due anni prima, quando quest'ultimo era stato regista dello special RAI dedicato ai Pooh e chiamato Un po' del nostro tempo migliore. I due pezzi non vennero mai a far parte di album di inediti, ma furono inclusi nell'antologia I Pooh 1975-1978.
La copertina del disco mostra, in un'immagine dello sceneggiato, delle persone rinchiuse in carcere concordemente all'ispirazione dello sceneggiato e dello strumentale La gabbia. La scritta I Pooh, stilizzata e tendenzialmente simmetrica, mostra un primo tentativo del gruppo di creare un logotipo proprio come quello definitivo, creato poco dopo da Paolo Steffan.

## I brani
- Risveglio è un noto pezzo strumentale composto da Roby Facchinetti. Ripete la stessa melodia riproposta però in un crescendo orchestrale che si risolve alla fine in un diminuendo. Gioca un prominente ruolo il contributo di Dody con la steel guitar, utilizzata dai Pooh in pochi noti brani di quel periodo (come questo oppure Ancora tra un anno). Il brano viene spesso eseguito nei concerti dal vivo, anche in combinazione con altri pezzi dell'epoca. Il pezzo fu usato insieme al brano Linda in 45 giri destinati al mercato internazionale.
- Anche La gabbia è un brano strumentale di Facchinetti, caratterizzato da un tono più drammatico. Le esibizioni dal vivo di questo pezzo venivano spesso accompagnate da decorazioni con il laser, che congiungendosi circondavano il palco con sbarre di luce rinchiudendo i Pooh in un'enorme gabbia di raggi. Nei primi anni in cui veniva proposto al pubblico dei concerti, il brano era introdotto da un assolo di batteria e/o da esibizioni solistiche di chitarra elettrica. Si è distinto, in diverse versioni live, l'utilizzo di campane tubolari.

## Formazione
La formazione del gruppo è:
- Dody Battaglia - tastiere, chitarra, steel guitar
- Roby Facchinetti - tastiere
- Stefano D'Orazio - batteria
- Red Canzian - basso